# 서진석 (축구선수)

## 클럽 경력
서진석은 ○○고등학교 출신으로, 대학 리그나 일반 실업팀을 거치지 않고 2025년 서울 이랜드 FC에 신인으로 입단하였다. 입단 직후 주전 수비수로 기용되며 K리그2 무대에 정식 데뷔했다.

## 프로 데뷔 및 통계
- **K리그2 2025 (7월 기준)**: 13경기 출전, 클린시트 2회, 1도움

## 특징
182cm의 준수한 신체 조건과 안정적인 수비 리딩 능력이 강점이다.  
포지션 유연성이 높으며, 센터백과 풀백을 모두 소화할 수 있는 멀티 플레이어 자원이다.  
롱패스와 빌드업 연결 능력도 겸비해 팀의 수비 라인을 안정적으로 구성하는 데 기여하고 있다.

## 기타
- 2025년 6월 특정 라운드에서 '베스트11' 후보로 이름을 올리며 주목받았다.